# Amol
Amol (tudi Amardi) je mesto v severnem Iranu in prestolnica pokrajine oz. ostana Mazandaran. Stoji 250 kilometrov severovzhodno od Teherana.
Amol in okolica: